# Balalaika
«Balalaika» (яп. バラライカ Барарайка) — второй сингл Кирари Цукусимы с участием Кохару Кусуми (Morning Musume). Был выпущен от имени девочки, которую зовут Кирари Цукусима, — героини, которую Кохару Кусуми, участница японской идол-группы Morning Musume, озвучивала в аниме Kirarin Revolution.

## Релиз
В Японии сингл вышел в формате компакт-диска 26 октября 2006 года. А через две недели, 8 ноября 2006 года, был выпущен DVD-сингл с видеоклипом.
CD-сингл дебютировал на 8 месте в недельном чарте компании Oricon и в итоге провёл в нём 23 недели.

## Песни
Песня «Balalaika» была вторым по порядку опенингом аниме-сериала Kirarin Revolution (с октября 2006 года, а именно с 27 по 51 серию).
А сторона «Б» — «Mizuiro Melody» («Голубая мелодия») — была эндингом того же аниме.

## Популярность в Интернете
Впоследствии песня стала популярна в пародиях в Интернете, в частности, на японском видеохостинге Nico Nico Douga. Так, известна версия Исадзи (яп. いさじ) с другим, смешным текстом. В частности, вместо «балалайка» в ней «яранайка».
В 2009 году песня «Балалайка» была (правда, в оригинальной версии) включена в сборный альбом Nico Nico Douga Selection ~Sainou no Mudazukai~, в котором собраны популярные песни с Nico Nico Douga.

## Список композиций

### CD-сингл
1. «Balalaika» (яп. バラライカ, «Балалайка»)
2. «Mizuiro Melody» (яп. 水色メロディ, «Голубая мелодия»)
3. «Balalaika» (Instrumental) (яп. バラライカ(Instrumental))

### DVD-сингл
1. «Balalaika» (яп. バラライカ)
2. «Balalaika» (Dance Shot Ver.) (яп. バラライカ (Dance Shot Ver.))
3. Making-of (яп. メイキング映像)

## Чарты
| Чарты (2006)                         | Наив. поз. |
| ------------------------------------ | ---------- |
| Япония (Oricon Weekly Singles Chart) | 8          |